# Emile-François Quémener
Emile-François Quémener, francoski general, * 1885, † 1960.